# Amphoe Wiang Kao
Amphoe Wiang Kao (Thai: อำเภอ เวียงเก่า) ist ein Landkreis (Amphoe – Verwaltungs-Distrikt) in der Provinz Khon Kaen. Die Provinz Khon Kaen liegt in der Nordostregion von Thailand, dem so genannten Isan.

## Geographie
Benachbarte Landkreise (von Norden im Uhrzeigersinn): die Amphoe Nong Na Kham, Phu Wiang, Chum Phae und Si Chomphu. Alle Amphoe liegen in der Provinz Khon Kaen.

## Geschichte
Wiang Kao wurde am 1. Mai 2006 zunächst als „Zweigkreis“ (King Amphoe) eingerichtet, indem drei Tambon vom Amphoe Phu Wiang abgetrennt wurden.
Am 15. Mai 2007 hatte die thailändische Regierung beschlossen, alle 81 King Amphoe in den einfachen Amphoe-Status zu erheben, um die Verwaltung zu vereinheitlichen.
Mit der Veröffentlichung in der Royal Gazette „Issue 124 chapter 46“ vom 24. August 2007 trat dieser Beschluss offiziell in Kraft.

## Verwaltungseinheiten

### Provinzverwaltung
Der Landkreis Wiang Kao ist in drei Tambon („Unterbezirke“ oder „Gemeinden“) eingeteilt, die sich weiter in 36 Muban („Dörfer“) unterteilen.
| Nr. | Name                 | Thai        | Muban | Einw. |
| --- | -------------------- | ----------- | ----- | ----- |
| 1.  | Nai Mueang           | ในเมือง      | 15    | 8.978 |
| 2.  | Mueang Kao Phatthana | เมืองเก่าพัฒนา | 10    | 5.964 |
| 3.  | Khao Noi             | เขาน้อย      | 11    | 4.984 |

### Lokalverwaltung
Es gibt eine Kommune mit „Kleinstadt“-Status (Thesaban Tambon) im Landkreis:
- Nai Mueang (Thai: เทศบาลตำบลในเมือง), bestehend aus dem gesamten Tambon Nai Mueang.

Außerdem gibt es zwei „Tambon-Verwaltungsorganisationen“ (องค์การบริหารส่วนตำบล – Tambon Administrative Organizations, TAO):
- Mueang Kao Phatthana (Thai: องค์การบริหารส่วนตำบลเมืองเก่าพัฒนา)
- Khao Noi (Thai: องค์การบริหารส่วนตำบลเขาน้อย)